# Anzcyclops yarriensis
Anzcyclops yarriensis – gatunek widłonoga z rodziny Cyclopidae. Opisał go w 2011 roku zespół biologów w składzie: Tomislav Karanovic, Stefan M. Eberhard i A. Murdoch.